# Ferrovia dell'Odenwald
La ferrovia dell'Odenwald (in tedesco Odenwaldbahn) è una linea ferroviaria che attraversa la regione dell'Odenwald, in Germania. È composta da due rami: uno, più lungo, che va da Hanau a Eberbach e un altro più breve che parte da Darmstadt e si congiunge all'altro a Groß-Umstadt. La maggior parte del percorso si trova in Assia, mentre l'ultimo tratto è nel Baden-Württemberg.

## Storia
Negli anni 1860 si cominciò a discutere della creazione di una linea ferroviaria che collegasse la regione dell'Odenwald con Darmstadt, all'epoca capitale del Granducato d'Assia, e Francoforte.
La costruzione iniziò nell'estate del 1868 e il primo tratto, da Darmstadt a Ober-Ramstadt, fu aperto il 28 dicembre 1870. Un anno dopo, il 24 dicembre 1871, venne inaugurata la tratta della linea fino a Eberbach. Questa tratta fu costruita a binario singolo, ma ponti e gallerie lungo la linea furono realizzati in grado di ospitare due binari in previsione di un successivo raddoppio. Poiché la parte finale della ferrovia si trovava nel Baden, il 19 febbraio 1874 fu stipulato un trattato tra il Granducato d'Assia e il Granducato di Baden per consentire alla compagnia ferroviaria dell'Assia di operare anche nell'ultimo tratto.
Il tratto tra Erbach ed Eberbach attraversa la parte più topograficamente complessa dei monti dell'Odenwald ed è stato necessario realizzare svariate opere infrastrutturali, tra cui il Krähbergtunnel della lunghezza di 3,1 km, per contenere la pendenza massima al 14‰.
Tra il 1870 e il 1882 fu anche realizzato il tratto da Hanau, che si congiunge a quello tra Darmstadt e Eberbach a Groß-Umstadt.
Non essendo la linea elettrificata, il servizio fu effettuato con locomotive a vapore fino al 1970, quando furono sostituite con locomotive Diesel. In quegli anni inoltre diverse stazioni sono state soppresse, mentre altre sono state declassate a fermate.
Nel 2011 fu terminato il servizio merci sulla linea.

## Traffico
Dal 2005 il traffico ferroviario sulla linea è operato per conto della Rhein-Main-Verkehrsverbund dalla compagnia VIAS GmbH, che utilizza autotreni Diesel Bombardier Itino, con un massimo di tre unità accoppiate tra loro. Dal 2017 sulla tratta tra Groß-Umstadt e Hanau sono in uso anche treni Coradia LINT 54.
Sono effettuati i seguenti servizi ferroviari:
- tra Eberbach e Darmstadt Centrale, con proseguimento per Pfungstadt;
- tra Erbach e Hanau Centrale, con proseguimento per Francoforte Centrale;
- tra Eberbach e Darmstadt Nord, con proseguimento per Francoforte Centrale.